# Cobert
Cobert je priimek več oseb:
- Bob Cobert (*1924), ameriški skladatelj
- Henri Cobert (1885–1944), francoski general